# エリック・シーガル
エリック・シーガル（Erich Wolf Segal, 1937年6月16日 - 2010年1月17日）は、アメリカ合衆国ニューヨーク・ブルックリン生まれの作家、脚本家、教育者。

## 経歴
ラビの息子として生まれる。ブルックリンのミッドウッドハイスクールに学び、スイスで夏期講習を受講。ハーバード大学に進学、1958年の卒業式に際し、通常は全学首席卒業生に任される、詩の朗読とラテン語で答辞を述べる大役に選ばれた。比較文学で1959年に修士号、1965年に博士号を取得。
ハーバード大学、イェール大学、プリンストン大学でラテン文学、ギリシア文学の教授を務める。1967年にはリー・マイノフによる原作から、『イエロー・サブマリン』の脚本を執筆、これは1968年にビートルズの音楽・出演で映画化された。
1960年代後半、シーガルは別の脚本を共同執筆したほか、個人でもハーバード大学の男子学生とラドクリフ大学の女子学生を主人公としたロマンチックな脚本を執筆した。これは売り込みに失敗したものの、ウィリアム・モリス・エージェンシーの出版エージェントだったルイス・ウォーレスが、この脚本を小説に手直しするように勧め、これが功を奏して『ラブ・ストーリィ』の名で大成功を収める。ニューヨーク・タイムズが選ぶベストセラー第1位、さらにアメリカにおける1970年の年間小説売り上げ第1位となり、33か国語に翻訳された。映画（邦題『ある愛の詩』）は、1971年の興行成績第1位となった。
シーガルは小説や脚本を書き続け、1977年には『ラブ・ストーリィ』の続編『オリバー・ストーリィ』も書いている。このほか1954年入学のハーバード大学同期生を描いた小説『クラス』がベストセラーになり、フランスとイタリアで文学賞を受賞。小説『ドクターズ』がニューヨーク・タイムズが選ぶベストセラーとなった。
また大学で教えるかたわら学術書も出している。ミュンヘン大学、プリンストン大学、ダートマス大学、ロンドン大学などでも客員教授として教壇に立った。ギリシア語やラテン語の文献についても幅広く執筆している。
1975年、カレン・マリアン・ジェームズと結婚し、2人の娘をもうける。
25年間パーキンソン病を患っていた。2010年1月17日、ロンドンの自宅で心臓発作のため死去。72歳。ロンドンのユダヤ人墓地に埋葬された。

## 映画
- Yellow Submarine (1968) -『イエロー・サブマリン』
- The Games (1970)
- R.P.M. (1970)
- Love Story (1970) -『ある愛の詩』
- Jennifer on My Mind (1971)
- Oliver's Story (1978) -『続・ある愛の詩』
- A Change of Seasons (1980) -『LOVEシーズン』
- Man, Woman and Child (1983) -『愛の7日間』

## 小説
- Love Story (1970) -『ラブ・ストーリィ』板倉章訳、角川書店 (1970) のち文庫
- Fairy Tale (1973)
- Oliver's Story (1977) -『オリバー・ストーリィ』武富義夫訳、角川書店 (1978) のち文庫
- Man, Woman and Child (1980) -『家族の問題』武富義夫訳、角川書店 (1982) のち文庫（文庫版では『愛の7日間』、『小さな訪問者』と改題して出版されたこともある）
- The Class (1985) -『クラス』田辺亜木訳、扶桑社 (1994)
- Doctors (1988) -『ドクターズ』広瀬順弘訳、角川書店 (1991) のち文庫
- Acts of Faith (1992)
- Prizes (1995) -『愛と栄光のノーベル賞』岡真知子訳、扶桑社 (1998)
- Only Love (1997) -『オンリー・ラブ』広瀬順弘訳、角川文庫 (1999)

## 研究書
- Roman Laghter, The Comedy of Plautus (1968)
- Oxford Readings in Greek Tragedy (1983)
- Caesar Augustus: Seven Aspects（1984, 共著）
- The Death of Comedy (2001)
- Oxford Readings in Menander, Plautus, and Terence (2001)